# 筑後大石站
筑後大石站（日语：／ Chikugo-Ōishi eki */?）是位於福岡縣浮羽市浮羽町高見，九州旅客鐵道（JR九州）的久大本線車站。
站名以當時位於「浮羽郡大石村」命名，由於阪神電氣鐵道本線上早已有「大石站」，因此冠上了舊國名「筑後」作區別。

## 車站構造

### 站房
現時使用中的為第二代站房，以水泥及鋼筋所建成的單層站房，由浮羽市出資在舊站房被拆去後再重新興建，並且起名為「大石交流場所」（ふれあいの場大石）。左側為候車大堂，大堂內的牆身及天花都舖上木板，兩側皆設有木製候車長櫈，地板則以磁磚舖砌，至於車站入口及開放式驗票口均設有木製趟門。窗戶採用磨沙玻璃，並且在外圍加裝了木製窗柵。至於右側為設男、女獨立式洗手間。
站房外圍為小型的站前廣場，左側設有投幣式電話亭及兩個有蓋單車停泊場，至於站房外及旁邊的大樹下，則放置了多張國鐵時代的塑膠四座位獨立式候車櫈。至於車票事宜，無人化後，便委托了站前的「古賀商店」售賣車票。車站內的打掃工作由該商店負責，而花壇及站前廣場的整理工作由當地老人會負責。

#### 舊站房
木建單層站房一座，有相當高的樓底，車站入口設於右側，左側為早已停用的站務室及職員留宿處。此站在最頂盛時期有近10人當值，在1970年代減至4人，降格為無人車站前的1984年則只有2人當值。在JR接管前，設有臨時措施，安排1人當值，JR接管後則正式降為無人當值車站。由於站房日漸老化，而且亦為了進行提高月台高度工程，2007年1月26日起開始進行拆卸，先由車站入口的屋頂部份，同時移走位於站房內的近距離售票機；到最後整座木站房拆去為止，同時間位於舊站房旁的倉庫亦同時拆去。

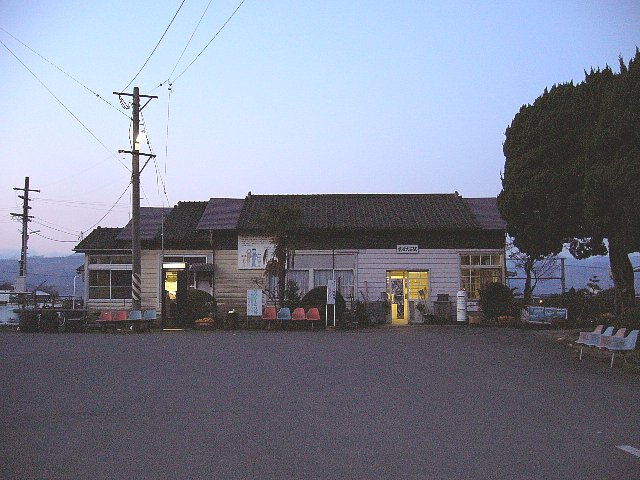
舊站房（2006年3月）
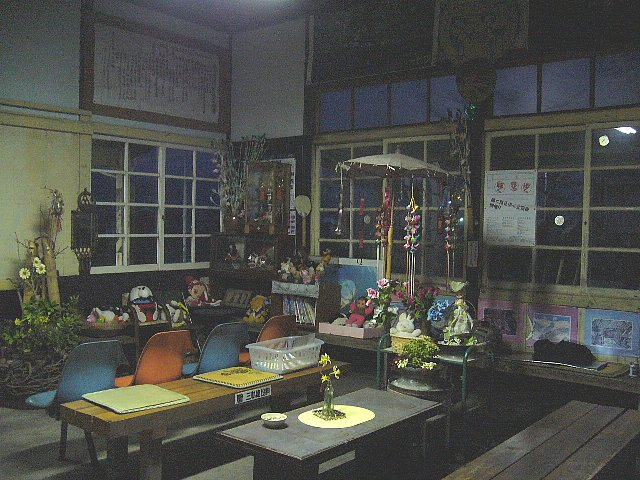
舊站房內部（2006年3月）

### 月台

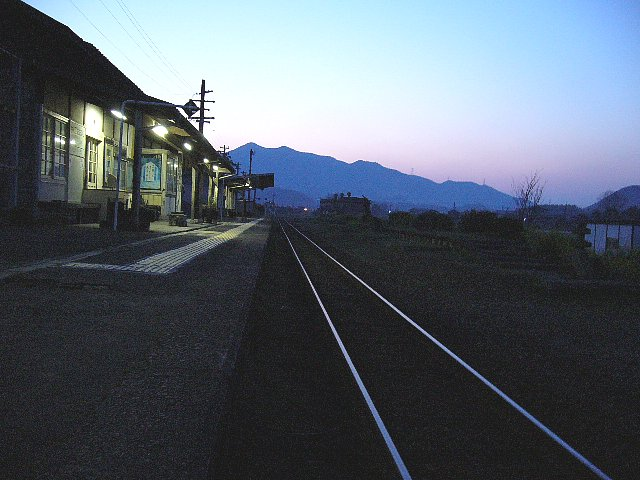
早上的車站內（2006年3月）

原設有側式月台及島式月台各1個，共可提供2面3線的配置，側式月台現時可以使用的長度為約120米，有效長度為6輛，至於島式月台長約95米。但在1971年時，交會功能被取消，相關設備在1972年也被撤走。現時的島式月台內、外兩側的路軌已經不再存在，相關月台雖然仍然保留至今，但亦已經長滿雜草，亦不能從側式月台方前往。不過，在島式月台外側有一條側線，則獲得保留，並在靠向夜明一方興建了一座車庫，用作停泊保線用的機關車輛，相關側軌可以從浮羽一方駛入，但不可以由夜明方駛入，該段轉轍器及連接路軌亦早已裁走。
另外，往夜明一方的側式月台盡頭曾經設有貨物月台在1980年代廢止，現時被泥土覆蓋的狀態。附近的用地亦改放置路軌保線配件。
列車靠站時，往日田方向為左側上落，往久留米方向為右側上落。
| 路線      | 上下行         | 方向             | 備註 |
| --------- | -------------- | ---------------- | ---- |
| ■久大本線 | 上行           | 久留米、鳥栖方向 |      |
| 下行      | 日田、大分方向 |                  |      |

## 歷史
- 1931年7月11日：鐵道省久大線車站啟用[2]。
- 1932年3月12日：久大線本站～夜明站開通，改為中途站[3]。
- 1987年4月1日：隨國鐵分割民營化，車站由九州旅客鐵道（JR九州）營運[4][5][6][2]。
- 2007年1月26日：舊站房拆去。
- 2012年：

- 7月14日：因受2012年7月九州北部暴雨影響，車站暫停營業。
- 7月16日：筑後吉井站至日田站之間開設代行巴士。
- 8月25日：筑後吉井站至日田站之間重開。

- 2017年：

- 7月5日：因受2017年7月九州北部暴雨影響，車站暫停營業。
- 7月18日：浮羽站至光岡站之間重開。

## 使用狀況
JR九州自2016年度起只公佈最多使用量的首300個車站後，本站於2016-18年度起因每天平均使用人數超過100人，雖然未有顯示實質人數，但會在排行榜後以「超過100人」的附錄形式收錄，惟自2019年度起，因使用量少於100人，因此連「以附錄形式收錄」的情況也沒有。
| 年度 | 一日平均 乘車人次 | 參考資料   |
| ---- | ----------------- | ---------- |
| 2016 | >100              | [ 統計 1 ] |
| 2017 | >100              | [ 統計 2 ] |
| 2018 | >100              | [ 統計 3 ] |
| 2019 | <100              | [ 統計 4 ] |
| 2020 | <100              | [ 統計 5 ] |
| 2021 | <100              | [ 統計 6 ] |
| 2022 | <100              | [ 統計 7 ] |
| 2023 | <100              | [ 統計 8 ] |

## 相鄰車站
■觀光特急「金八·一六」、「由布」、「由布院之森」
通過
■普通
浮羽－筑後大石－夜明

### 統計資料
1. ↑   (PDF). 九州旅客鉄道. 2017-07-31  [2017-08-02]. （原始内容 (PDF)存档于2017-08-01）.
2. ↑   (PDF). 九州旅客鉄道.   [2019-05-20]. （原始内容 (PDF)存档于2018-07-17）.
3. ↑   (PDF). 九州旅客鉄道.   [2019-07-27]. （原始内容存档 (PDF)于2019-07-12）.
4. ↑   (PDF). 九州旅客鉄道.   [2020-12-26]. （原始内容存档 (PDF)于2020-11-24）.
5. ↑   (PDF). 九州旅客鉄道.   [2021-09-15]. （原始内容存档 (PDF)于2022-02-27）.
6. ↑   (PDF). 九州旅客鉄道.   [2022-08-26]. （原始内容 (PDF)存档于2022-08-26） （日语）.
7. ↑   (PDF).   [2024-12-30]. （原始内容存档 (PDF)于2023-09-06）.
8. ↑  駅別乗車人員上位300駅（2023年度） （页面存档备份，存于），JR九州。

## 外部連結
- JR九州筑後大石站（日語）